# Лунцзін
Лунцзін (кит. спр. 龙井市, піньїнь: Lóngjĭng Shì) — місто-повіт у східнокитайській провінції Цзілінь, Яньбянь-Корейська автономна префектура.

## Географія
Лунцзін розташовується у центрально-південній частині префектури.

### Клімат
Місто знаходиться у зоні, котра характеризується вологим континентальним кліматом з теплим літом. Найтепліший місяць — липень із середньою температурою 20.8 °C (69.4 °F). Найхолодніший місяць — січень, із середньою температурою -14.4 °С (6.1 °F).
| Клімат Лунцзіна         | Клімат Лунцзіна | Клімат Лунцзіна | Клімат Лунцзіна | Клімат Лунцзіна | Клімат Лунцзіна | Клімат Лунцзіна | Клімат Лунцзіна | Клімат Лунцзіна | Клімат Лунцзіна | Клімат Лунцзіна | Клімат Лунцзіна | Клімат Лунцзіна | Клімат Лунцзіна |
| Показник                | Січ.            | Лют.            | Бер.            | Квіт.           | Трав.           | Черв.           | Лип.            | Серп.           | Вер.            | Жовт.           | Лист.           | Груд.           | Рік             |
| Середня температура, °C | −14,4           | −11,2           | −2,9            | 6,1             | 13,1            | 17,2            | 20,8            | 20,8            | 14,3            | 6,3             | −3,2            | −11,7           | 4,6             |
| Норма опадів, мм        | 7.5             | 8.4             | 13.8            | 29.7            | 55.1            | 85.9            | 113.4           | 131.3           | 64.6            | 32.4            | 19.3            | 12.3            | 573.7           |
| Днів з опадами          | 3,9             | 4,9             | 5,3             | 8,3             | 12              | 15,5            | 16,8            | 15,2            | 11,8            | 8,3             | 6,1             | 4,3             | 112,4           |
| Вологість повітря, %    | 62.3            | 60.2            | 55.8            | 53.6            | 57              | 71.8            | 78.8            | 79.1            | 73.3            | 64.4            | 63.3            | 64.4            | 65.3            |
| ----------------------- | --------------- | --------------- | --------------- | --------------- | --------------- | --------------- | --------------- | --------------- | --------------- | --------------- | --------------- | --------------- | --------------- |
| Джерело: Weatherbase    |                 |                 |                 |                 |                 |                 |                 |                 |                 |                 |                 |                 |                 |